# Ardisia tumida
Ardisia tumida är en viveväxtart som beskrevs av Caetano Xavier Furtado. Ardisia tumida ingår i släktet Ardisia och familjen viveväxter. Inga underarter finns listade i Catalogue of Life.